# Reederei Deymann
Die Reederei Deymann mit Sitz im niedersächsischen Haren (Ems) ist eine mittelständische deutsche Reedereigruppe, die eine Flotte von rund 35 Binnenschiffen betreibt. Führende Gesellschaft der Gruppe ist die ebenfalls in Haren ansässige Reederei Deymann Management GmbH und Co. KG.

## Historie
Martin Deymann (* 1970) entstammt einer Schifferfamilie. Nach einer Ausbildung als Binnenschiffer erwarb er 1992 sein erstes Schiff, die Aviso 2. Mit ihr war er zunächst als Partikulier tätig. 2003 kam ein zweites Schiff hinzu und Deymann gründete zusammen mit einem Partner die Tankschiffreederei Gerhardt & Deymann, aus der nach dem Ausscheiden des Partners 2005 die heutige Reederei Deymann wurde. Der geschäftliche Schwerpunkt lag zunächst bei der Tankschifffahrt.
2013 übernahm Deymann die Seibert-Gruppe (Neckargemünd) und stieg damit in den Containertransport ein. 2018 erfolgte ein Einstieg bei der Befrachtungsagentur BSC in Ahrensburg, welches 2019 durch die Übernahme des Hamburger Befrachters Fluvia Tankrode GmbH (inzwischen umfirmiert in Deymann Tankrode GmbH), ausgeweitet wurde. 2021 wurde die Auslandsniederlassung Deymann Tankrode Benelux Logistics BV mit Sitz in Rotterdam gegründet., zudem besteht eine Niederlassung im luxemburgischen Wasserbillig.

## Flotte

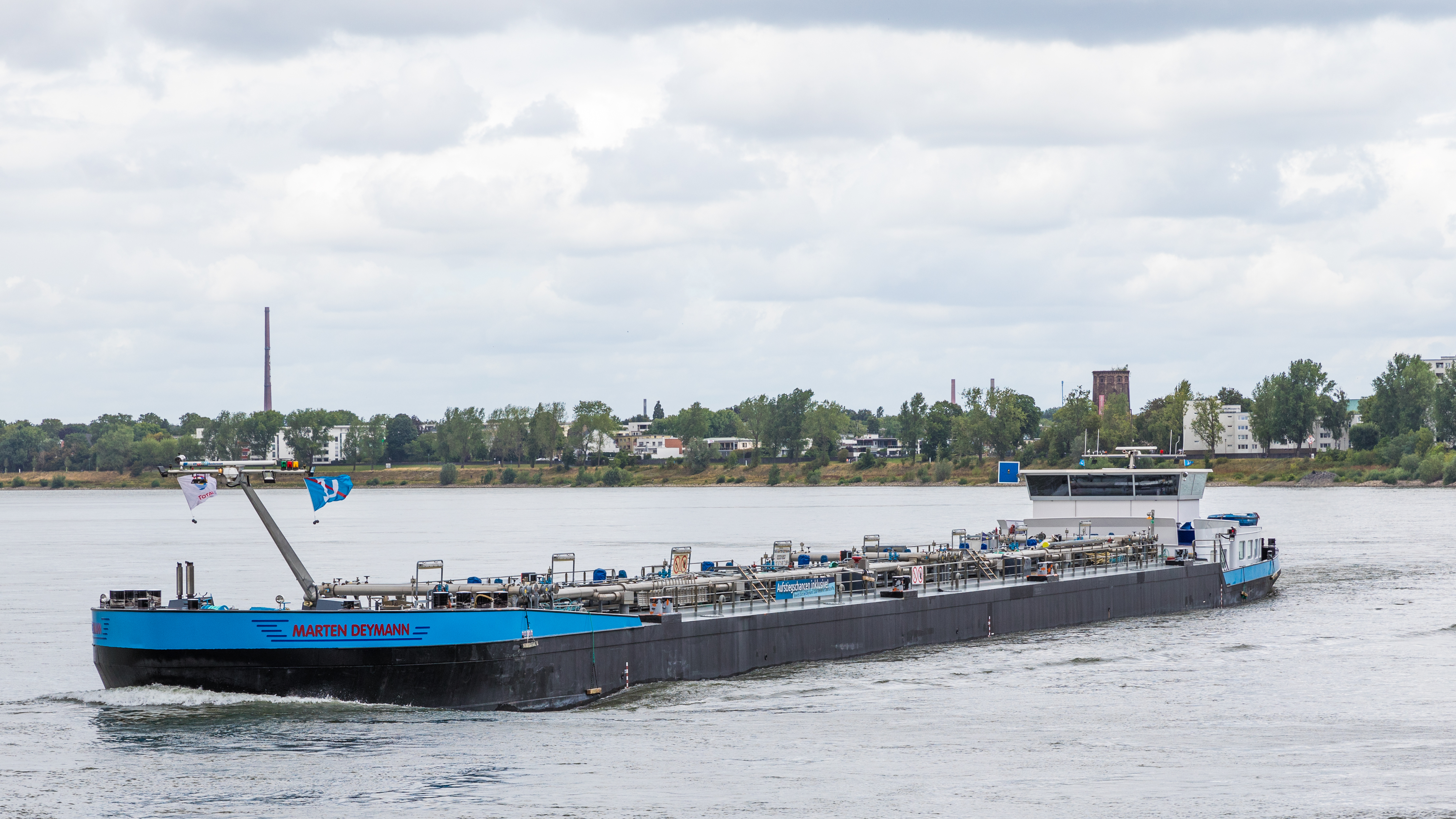
Das Tankschiff Marten Deymann

Per Ende 2021 umfasst die Deymann-Flotte rund 35 Binnenschiffe, die in der Tank-, der Container- und der Trockenfrachtschiffahrt tätig sind. Eine Besonderheit stellt die Till Deymann dar, die eines der ersten Binnenschiffe des neuartigen Typ Futura Carrier ist. Die Deymann-Schiffe fahren überwiegend unter deutscher Flagge mit Heimathafen Haren (Ems).